# Tallér Zsófia
Tallér Zsófia (Dorog, 1970 – Budapest, 2021. április 5.) Erkel Ferenc-díjas magyar zeneszerző.

## Életútja
Zongora- és zeneszerzés tanulmányai után 1992-ben zeneelmélet tanári, 1994-ben zeneszerzői diplomát szerzett a Liszt Ferenc Zeneművészeti Egyetemen, Bozay Attila növendékeként. 1993-ban a zeneszerzés tanszék demonstrátora. 1994–1995 között a Budapesti Nemzeti Színház zenei vezetője. 1992-ben Hamar Zsolttal, Stollár Xéniával és Bánkövi Gyulával megalapította a NOVUS Kávéház Zenei Műhelyt.
A Liszt Ferenc Zeneművészeti Egyetemen transzponálás-partitúraolvasást, a Színház- és Filmművészeti Egyetemen zeneelméletet, zenetörténetet, zenedramaturgiát és alkalmazott zeneszerzést oktatott. Egyetemi tanár (DLA/2009., HABIL/2015.) Az SZFE 2015-től induló vezetői ciklusában oktatási rektorhelyettes volt.

## Főbb művei
Zeneszerzőként számos filmes és színházi produkcióban közreműködött. Tallér Zsófia szerzett zenét Mundruczó Kornél Nincsen nekem vágyam semmi, Szép napok, A 78-as Szent Johannája, a Kis Apokrif No. 1.-2 filmjeihez, és színházi rendezéséhez, A Nibelung-lakóparkhoz. (A Szent Johanna-szkeccs zenéjéért elnyerte a Magyar Tévé- és Filmkritikusok Díját.) Sok szempontból úttörő munkája a Johanna című, nyolcvan perces operafilm volt. A produkció ősbemutatóját 2005. május közepén tartották Cannes-ban, az „Un certain regard”-szekció keretében.
A komponista mindemellett színházban is dolgozott, leginkább Zsótér Sándorral és Gothár Péterrel. 2004-ben őt hirdette ki győztesének a Balassi Bálint Zeneszerzői Pályázat, „Balassi Bálint nevére” című újreneszánsz nagyzenekari kantátájáért.
2013-ban forgatták a holland-magyar-belga koprodukcióban készülő történelmi drámát, a Kenau című filmet. A film zeneszerzője Tallér Zsófia volt. A filmet 2014-ben mutatták be.

## Díjai, elismerései
- Filmkritikusok Díja (2004)
- Balassi Bálint emlékére hirdetett zeneszerzőpályázat fődíja (2004), Balassi Bálint nevére
- Legjobb eredeti filmzene (2006), a 37. Magyar Filmszemlén a A 78-as Szent Johannája zenéjéért
- Erkel Ferenc-díj (2011)
- Fonogram díj, a Boribon muzsikál lett „Az év gyermekalbuma" (2011)
- Artisjus-díj (2015), Pert Em Heru